# Duba Konavoska
Duba Konavoska je naselje smješteno na samom jugu Hrvatske u općini Konavle.

## Zemljopisni položaj
Duba Konavoska se nalazi u Konavoskim brdima, sa sjeverozapadne strane planine Sniježnice, u neposrednoj blizini granice s Bosnom i Hercegovinom, na samom završetku lokalne ceste koja vodi od Zvekovice prema istočnom dijelu Konavoskih brda.

## Povijest
Tijekom Domovinskog rata Dubu je okupirala JNA i četničke postrojbe te je selo skoro u potpunosti bilo uništeno, popljačkano i popaljeno.

## Gospodarstvo
Gospodarstvo u Dubi je potpuno nerazvijeno, a malobrojno se stanovništvo bavi poljodjeljstvom i stočarstvom.

## Stanovništvo
U Dubi prema popisu stanovnika iz 2011. godine živi 63 stanovnika, uglavnom Hrvata katoličke vjeroispovjesti.
| broj stanovnika | 172   | 171   | 172   | 190   | 216   | 225   | 194   | 179   | 154   | 155   | 138   | 119   | 106   | 100   | 75    | 63    | 68    |
|                 | 1857. | 1869. | 1880. | 1890. | 1900. | 1910. | 1921. | 1931. | 1948. | 1953. | 1961. | 1971. | 1981. | 1991. | 2001. | 2011. | 2021. |